# Halsholmen (vid Pirlax, Borgå)
Halsholmen är en ö i Finland. Den ligger i Finska viken och i kommunen Borgå i den ekonomiska regionen  Borgå i landskapet Nyland, i den södra delen av landet. Ön ligger omkring 54 kilometer öster om Helsingfors. 
Öns area är 3,1 hektar och dess största längd är 300 meter i sydväst-nordöstlig riktning. Närmaste större samhälle är Borgå, 15,0 km nordväst om Halsholmen.